# Studencki Klub Żeglarski PW
Studencki Klub Żeglarski Politechniki Warszawskiej (SKŻ PW) – klub żeglarski działający jako organizacja studencka na Politechnice Warszawskiej. 

## Historia
Studencki Klub Żeglarski Politechniki Warszawskiej powstał w 29 października 1969 roku. Został zarejestrowany w Warszawskim Okręgowym Związku Żeglarskim rok później. Klub jest organizacją studencką działającą na Politechnice Warszawskiej. Znany był z licznych rejsów w rejony arktyczne, szerokiej działalności szkoleniowej oraz koncertów szantowych w studenckim klubie Stodoła. W 2017 został skreślony z list organizacji Politechniki Warszawskiej, po czym w kwietniu 2021 r. został reaktywowany i działa do dziś.
W 2007 roku klub zrzeszał 236 członków. Obecnie (2023 r.) w klubie jest ok. 50 członków zwyczajnych i ponad 250 sympatyków klubu.
SKŻ PW był organizatorem regat SKŻ Classic Cup – morskich regat bez użycia elektronicznych przyrządów nawigacyjnych.

## Jachty
Klub poprzez Politechnikę Warszawską jest w posiadaniu:
- s/y Politechnika – Opal (typ jachtu),
- s/y Coriolis – Conrad 28

## Komandorzy

### Komandorzy klubu
- 1969-70 Janusz Guryn.
- 1970-71 Ireneusz Słomka.
- 1971-74 Wojciech Polatyński.
- 1974-77 Jarosław Szykowny.
- 1977-78 Marek Styczeń.
- 1978-80 Zdzisław Iwanejko.
- 1980-82 Robert Uklański.
- 1982-86 Bogusław Słodownik.
- ?-2001 Marek Ordak.
- 2001-06 Marek Strzelczyk[3].
- 2006-07 Piotr Berliński.
- 2007-08 Piotr Garlej.
- 2009-15 Łukasz Duwadziński.
- 2016-17 Michał Uziak[4]
- 2021-22 Klementyna Synkiewicz
- 2022-22 Kacper Kołodziej
- 2022-23 Karolina Pajchel
- 2023-24 Michał Kajurek
- od listopada 2024 Artur Romaniuk

## Osiągnięcia
- I miejsce w konkursie Rejs Roku 2004 za rejs na Ziemię Franciszka Józefa z okrążeniem Spitsbergenu.
- 3 II miejsca w konkursie Rejs Roku – 1995, 1996, 2002.
- 2 wyróżnienie w konkursie Rejs Roku – 1994, 2001.
- Pierwsza Polska Studencka Wyprawa Żeglarska na Jeziora Finlandii (1977).
- Tytuł "Najlepszy projekt sportowy" przyznany na Gali Środowiska Studenckiego FUT za wydarzenie Regaty o Puchar Rektora PW, 2023